# 時をかける少女 (テレビドラマ)
『時をかける少女』（ときをかけるしょうじょ）は、筒井康隆のヤングアダルト向けSF小説『時をかける少女』を原作としたテレビドラマ化作品である。

## 1972年版
NHK総合テレビにて放送された。

## 1985年版
1985年11月4日にフジテレビ系列の『月曜ドラマランド』（月曜 19:30 - 20:54）にて放送された。
番組表題は『南野陽子の時をかける少女』、ラテ欄には「放課後の実験室は秘密がいっぱい!ラベンダーは時間旅行の合言葉」と記された。
キャスト
- 芳山和子：南野陽子
- 一夫：中川勝彦
- 吾朗：伊藤康臣
- 和子の父：本田博太郎
- 和子の母：三浦リカ
- のんこ（和子の妹）：米沢由香（子役）
- 一夫の祖父：浜村純
- 一夫の祖母：露原千草
- 理科の教師：山本紀彦
- バレーボール部コーチ：白井貴子（特別出演）

スタッフ
- 演出：高橋勝
- 脚本：城谷亜代
- 挿入歌：南野陽子「接近 (アプローチ)」
- プロデューサー：小田切成明、石川泰平（フジテレビ）
- 制作：フジテレビ、アズバーズ

## 1994年版
1994年2月19日から3月19日まで、フジテレビ系列の『ボクたちのドラマシリーズ』（土曜 20:00 - 20:54（JST））にて放送された。
原作者の筒井康隆が住職の役でレギュラー出演している。 
| フジテレビ系 ボクたちのドラマシリーズ（第2期） | フジテレビ系 ボクたちのドラマシリーズ（第2期）     | フジテレビ系 ボクたちのドラマシリーズ（第2期） |
| 前番組                                         | 番組名                                             | 次番組                                         |
| ---------------------------------------------- | -------------------------------------------------- | ---------------------------------------------- |
| 幕末高校生                                     | 時をかける少女 （1994年版）                        | （廃枠）                                       |
| フジテレビ系 土曜20時枠                        |                                                    |                                                |
| 幕末高校生                                     | 時をかける少女 （1994年版） 【本番組までドラマ枠】 | ゴールデンタイム 【ここからバラエティ番組】    |

## 2002年版
TBS系列の『モーニング娘。新春! LOVEストーリーズ』にて放送された。

## 2016年版
2016年7月9日から8月6日まで、日本テレビ系「土曜ドラマ」枠にて放送された。主演は黒島結菜。
リオデジャネイロオリンピック中継(8月13日に放送)および『24時間テレビ39』(8月27日に放送)との番組編成の兼ね合いから全5話の短期シリーズとなった。

### キャスト

#### 主要人物
- 芳山未羽：黒島結菜
- 深町翔平 / ケン・ソゴル：菊池風磨（Sexy Zone）[1]
- 浅倉吾朗：竹内涼真[2]

#### 藤浦東高校
- ゾーイ / 相原央：吉本実憂[3]
- おじょう / 寺崎：古畑星夏[4]
- えりちん / 木下：三浦透子[5]
- 大西敦美：八木莉可子[6]
- 矢野和孝：加藤シゲアキ（NEWS）[7]
- 前川陽子：ゆいP（おかずクラブ）[8]

#### 家族
- 芳山恭司：小松和重[9]
- 芳山香織：安蘭けい[10]
- 芳山那帆：石井萌々果[11]
- 三浦浩：高橋克実[12]
- 松下由梨：野波麻帆[12]
- 松下圭太：五十嵐陽向[13]
- 浅倉努：田口浩正
- 浅倉唯：猫背椿
- 深町奈緒子：高畑淳子[14]

### ゲスト

#### 第1話
- 赤木龍：佐野和真（第2話）[15]

#### 第2話
- 松山実穂：高月彩良[16]
- 西岡光：森永悠希[17]

### スタッフ
- 脚本 - 渡部亮平
- 演出 - 岩本仁志、茂山佳則
- 音楽 - 池頼広
- 主題歌 - AKB48「LOVE TRIP」（You, Be Cool! / KING RECORDS）[18][注 1]
- エンディングテーマ - NEWS「恋を知らない君へ」（ジャニーズ・エンタテイメント）[7]
- 特殊メイク - 梅沢壮一
- 造形 - 織田尚
- VFX - 田中貴志
- サイエンスコーディネーター - 三好哲夫
- 劇用写真 - ケンタソーヤング
- チーフプロデューサー - 西憲彦
- プロデューサー - 松本京子（日本テレビ）、難波利昭（AX-ON）
- 制作協力 - AX-ON
- 製作著作 - 日本テレビ

### ZIP!コラボ
同局系の朝の情報番組『ZIP!』とのコラボレーション企画で、番組内でショートドラマを放送。芳山未羽が調味料をかける少女となって、深町翔平や浅倉吾朗の昼食に様々な調味料をかけ、新たな味の組み合わせを作り出す内容となっている。

### 受賞
- ギャラクシー賞（放送批評懇談会）
  - 2016年8月度 テレビ部門 月間賞[21][22]。

### 放送日程
| 各話                                                                        | 放送日  | サブタイトル                                   | 演出     | 視聴率 |
| --------------------------------------------------------------------------- | ------- | ---------------------------------------------- | -------- | ------ |
| 第1話                                                                       | 7月09日 | この夏最高に切ない禁断の恋!                    | 岩本仁志 | 9.4%   |
| 第2話                                                                       | 7月16日 | 死んだ少女の想いを届けたい…時を超える涙の初恋  | 岩本仁志 | 6.6%   |
| 第3話                                                                       | 7月23日 | 君のことが好きだ!未来からの愛の告白…最悪のキス | 茂山佳則 | 4.6%   |
| 第4話                                                                       | 7月30日 | 衝撃と涙のラストへ迫る死の影…命かけた一途な恋  | 岩本仁志 | 5.1%   |
| 最終話                                                                      | 8月06日 | AKBも生ライブで応援!命がけ禁断の恋号泣ラスト   | 岩本仁志 | 6.6%   |
| 平均視聴率 6.4%（視聴率はビデオリサーチ調べ、関東地区・世帯・リアルタイム） |         |                                                |          |        |

| 日本テレビ系 土曜ドラマ                  | 日本テレビ系 土曜ドラマ                  | 日本テレビ系 土曜ドラマ                                                                                |
| 前番組                                   | 番組名                                   | 次番組                                                                                                 |
| ---------------------------------------- | ---------------------------------------- | --- |
| お迎えデス。 （2016年4月23日 - 6月18日） | 時をかける少女 （2016年7月9日 - 8月6日） | THE LAST COP/ラストコップ （2016年10月8日 - 12月10日） ※9月は『土曜ドラマ』枠外で「Episode0」を3回放送 |